# Odina Bayramova
Odina Bayramova; z d.Əliyeva (ur. 22 maja 1990 w Nawoi w Uzbekistanie) – azerska siatkarka, grająca na pozycji przyjmującej.

## Życie prywatne
29 kwietnia 2015 wyszła za mąż za Vüqara Bayramova, azerskiego siatkarza.

## Przebieg kariery
| 2011-2012                 | Azərreyl Baku                 |
| 2012-2013                 | Baku-Azəryol                  |
| 2013-2015                 | Azəryol Baku                  |
| 2015-2016                 | Azərreyl Baku                 |
| 2016-2017                 | Il Bisonte Firenze            |
| 2017-2018                 | Seramiksan Spor Turgutlu      |
| 2018-2019                 | Reale Mutua Fenera Chieri     |
| 2019-2020                 | Jakarta Pertamina Energi      |
| 2020-2021                 | Athletes Unlimited Pro League |
| 2021-2022 (do 02.12.2021) | Sesi/Vôlei Bauru              |

## Sukcesy klubowe
Mistrzostwo Azerbejdżanu:
- 2016
- 2012, 2014
- 2015

## Nagrody indywidualne
- 2016 - MVP i najlepsza przyjmująca azerskiej Superligi